# قائمة البعثات الدبلوماسية في أوزبكستان

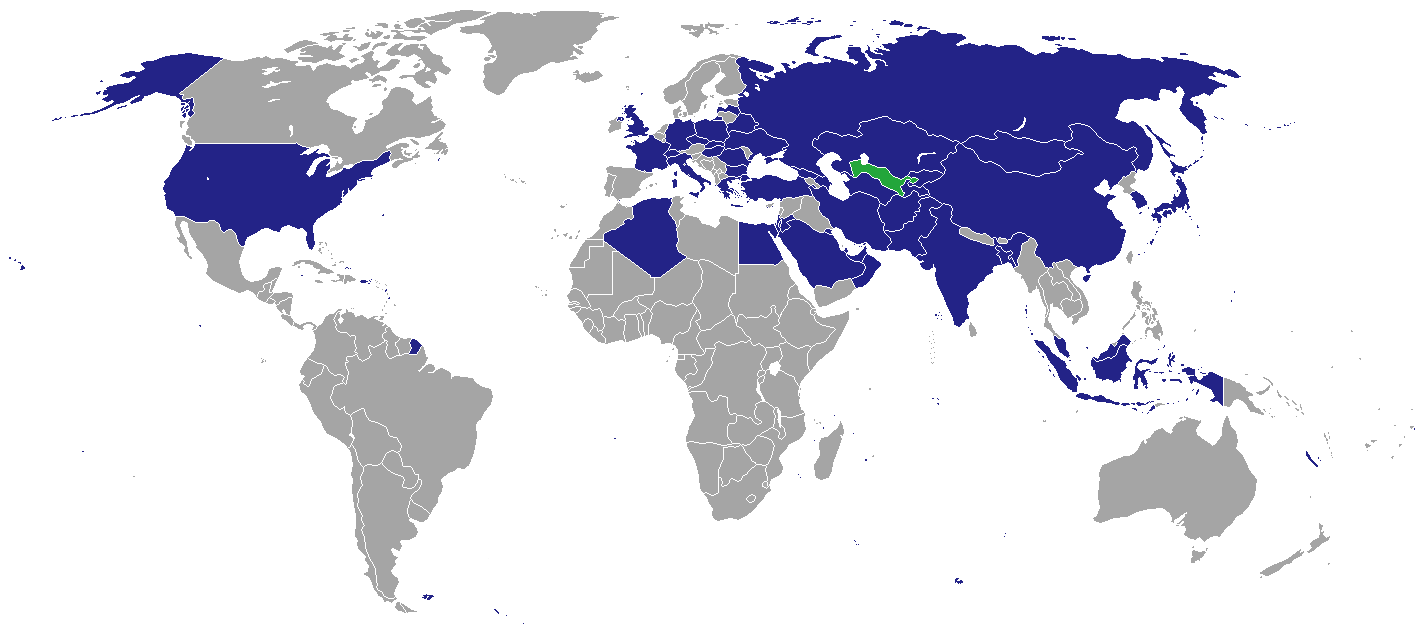
خريطة البعثات الدبلوماسية في أوزبكستان

هذه قائمة بالبعثات الدبلوماسية في أوزبكستان. تستضيف العاصمة طشقند حالياً 44 سفارة.

## سفارات
طشقند
| - أفغانستان - الجزائر - أذربيجان - بنغلاديش - بيلاروس - بلغاريا - الصين - جمهورية التشيك - مصر - فرنسا - جورجيا - ألمانيا - الكرسي الرسولي - الهند - إندونيسيا - إيران - إسرائيل - إيطاليا - اليابان - الأردن - كازاخستان - كوريا الشمالية | - كوريا الجنوبية - الكويت - قرغيزستان - لاتفيا - ماليزيا - عُمان - باكستان - فلسطين - بولندا - رومانيا - روسيا - السعودية - سلوفاكيا - سويسرا - طاجيكستان - تركيا - تركمانستان - أوكرانيا - الإمارات العربية المتحدة - المملكة المتحدة - الولايات المتحدة - فيتنام |

## بعثات
- الاتحاد الأوروبي (وفد)

## سفارات غير مقيمة
- البرازيل (موسكو)
- أيسلندا (موسكو)
- ليسوتو (نيودلهي)
- المكسيك (طهران)
- باراغواي (موسكو)

## روابط خارجية
- Tashkent Diplomatic List (بالروسية)